# Црква Светог исповедника Варнаве Беочинског у Петроварадину
Црква Светог исповедника Варнаве Беочинског у Петроварадину је новоизграђена црква која припада Епархији сремској Српске православне цркве.
Црква је освештана 17. јуна 2018. године од епископа сремског Василија.